# Cable

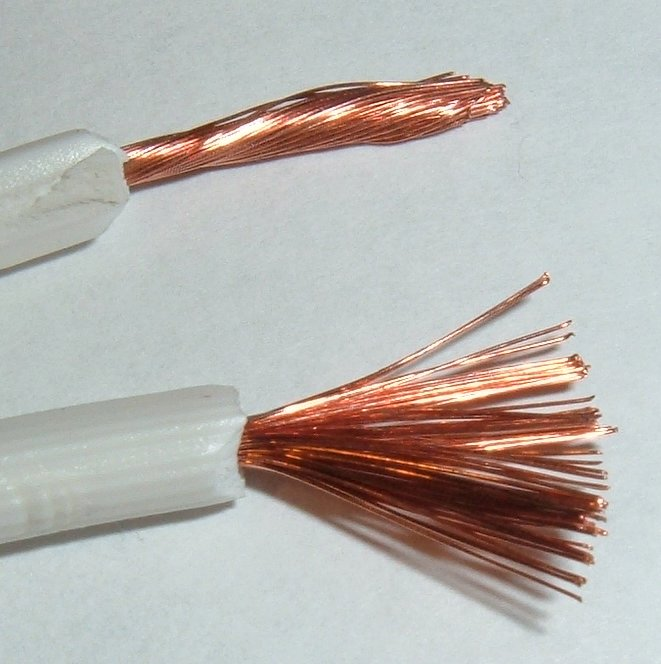
Hilo conductor de electricidad.

El término cable significa en su origen "cuerda", del latín Capulum, o también del Hebreo Kabel de "cuerda fuerte", pero en donde se ha extendido más su popular uso de esta palabra es como cable eléctrico, y es precisamente en Israel dónde se usa ya de antaño el término Kabel al conductor eléctrico, en donde se le llama cable eléctrico a una manguera de material aislante y protector que contiene en su interior un conductor (también hilo eléctrico) aislado o un conjunto de conductores aislados (conductor eléctrico), generalmente de cobre o aluminio.

## Etimología
El término "cable" originalmente se refería a una línea náutica de longitud específica en la que se combinaban varias cuerdas para producir un cable fuerte y grueso que se usaba para anclar grandes barcos. A medida que se desarrolló la tecnología eléctrica, se pasó de usar alambre de cobre desnudo a usar agrupaciones de cables y varios métodos de revestimiento y fijación que se asemejaban al cableado mecánico, por lo que se adoptó el término para cableado eléctrico. En el siglo XIX y principios del siglo XX, el cable eléctrico a menudo se aislaba usando tela, caucho o papel. Los materiales plásticos se utilizan generalmente en la actualidad, a excepción de los cables de alimentación de alta fiabilidad. El término también se ha asociado con las comunicaciones debido a su uso en las comunicaciones electrónicas.

## Características

Cableado de par trenzado.

Cualquier conductor de corriente eléctrica, incluido un cable, irradia un campo electromagnético. Del mismo modo, cualquier conductor o cable captará energía de cualquier campo electromagnético existente a su alrededor. Estos efectos son a menudo indeseables, en el primer caso se trata de la transmisión no deseada de energía que puede afectar negativamente a los equipos cercanos o a otras partes del mismo equipo; y en el segundo caso, la captación no deseada de ruido que puede enmascarar la señal deseada transportada por el cable, o, si el cable transporta fuente de alimentación o tensiones de control, contaminarlas hasta el punto de causar un mal funcionamiento del equipo.
La primera solución a estos problemas es mantener cortas las longitudes de los cables en los edificios, ya que la captación y la transmisión son esencialmente proporcionales a la longitud del cable. La segunda solución es alejar los cables de los problemas. Además, existen diseños de cables específicos que minimizan la captación y la transmisión electromagnéticas. Tres de las principales técnicas de diseño son apantallamiento, geometría coaxial y geometría de par trenzado. 
El apantallamiento o blindaje utiliza el principio eléctrico de la jaula de Faraday. El cable se envuelve en toda su longitud en una lámina o malla metálica. Todos los hilos que discurran por el interior de esta capa de apantallamiento estarán en gran medida desacoplados de los campos eléctricos externos, especialmente si el apantallamiento está conectado a un punto de tensión constante, como tierra o masa. Sin embargo, un apantallamiento simple de este tipo no es muy eficaz contra los campos magnéticos de baja frecuencia, como el «zumbido» magnético de un transformador cercano. Un apantallamiento a tierra en cables que funcionan a 2,5 kV o más recoge la corriente de fuga y la corriente capacitiva, protegiendo a las personas de descargas eléctricas e igualando la tensión en el aislamiento del cable.
El diseño coaxial ayuda a reducir aún más la transmisión y captación magnética de baja frecuencia. En este diseño, la pantalla de lámina o malla tiene una sección transversal circular y el conductor interior se encuentra exactamente en su centro. Esto hace que las tensiones inducidas por un campo magnético entre la pantalla y el conductor interno consistan en dos magnitudes casi iguales que se anulan mutuamente.
Un par trenzado tiene dos hilos de un cable retorcidos uno alrededor del otro. Esto puede demostrarse colocando un extremo de un par de hilos en un taladro manual y girándolo mientras se mantiene una tensión moderada en la línea. Cuando la señal interferente tiene una longitud de onda larga comparada con el paso del par trenzado, las longitudes alternas de los hilos desarrollan tensiones opuestas, tendiendo a anular el efecto de la interferencia.

### Rasgos distintivos
Existen diferentes definiciones del término cable según el campo de aplicación.
- Para los conductores de energía eléctrica como subconjunto de líneas eléctricas, solo existe el término global sistemas de cables y líneas con la entrada IEV 826-15-01 (IEV es por, sus siglas en inglés, International Electrotechnical Vocabulary).[4] Se hace una distinción detallada entre cables de instalación y cables en las respectivas normas de producto en el grupo VDE 0200 (para cables en particular VDE 0266, VDE 0271 y VDE 0276-603 a -632). En general, se estipula que los cables como conductores de energía “soportan mayores tensiones mecánicas en comparación con los cables y se colocan en el suelo” (→ cables subterráneos),[5][6] independientemente de si son unipolares o multipolares. -Núcleos conductores de energía.
- Un cable aéreo, término común en telecomunicaciones por cable, es una estructura de cable autoportante con suficientes elementos de soporte, destinada a ser suspendida de mástiles y dispositivos similares sin la ayuda de otros cables o conductores de soporte.
- Los cables YMT, que tienen una estructura similar a los cables aéreos y están diseñados para su uso como cables autoportantes en redes aéreas para el suministro de energía y para conexiones domésticas en zonas rurales, se denominan cables de alimentación aislados o cables enfundados en PVC con transportan cables y no están clasificados como cables. No son aptos para colocarse libremente en el suelo; Se permite la colocación en agua.
- En la tecnología de datos, redes, señales y audio y áreas especializadas similares, generalmente se considera un cable la combinación de varios conductores (cables) aislados entre sí en una unidad firmemente conectada; Aquí este término está adoptado del mundo de habla inglesa, que no hace distinción conceptual entre los tipos de cable y línea (todo lo que es así es cable ). Los hilos individuales suelen ser conductores eléctricos, pero también pueden ser, por ejemplo, conductores ópticos .
- Las líneas aéreas son conductores eléctricos sin aislamiento; el aire circundante sirve como aislante. Los conductores, que son similares a un cable metálico, no se llaman cables, aunque los cables gruesos se llaman cables en términos náuticos.

## Cables eléctricos

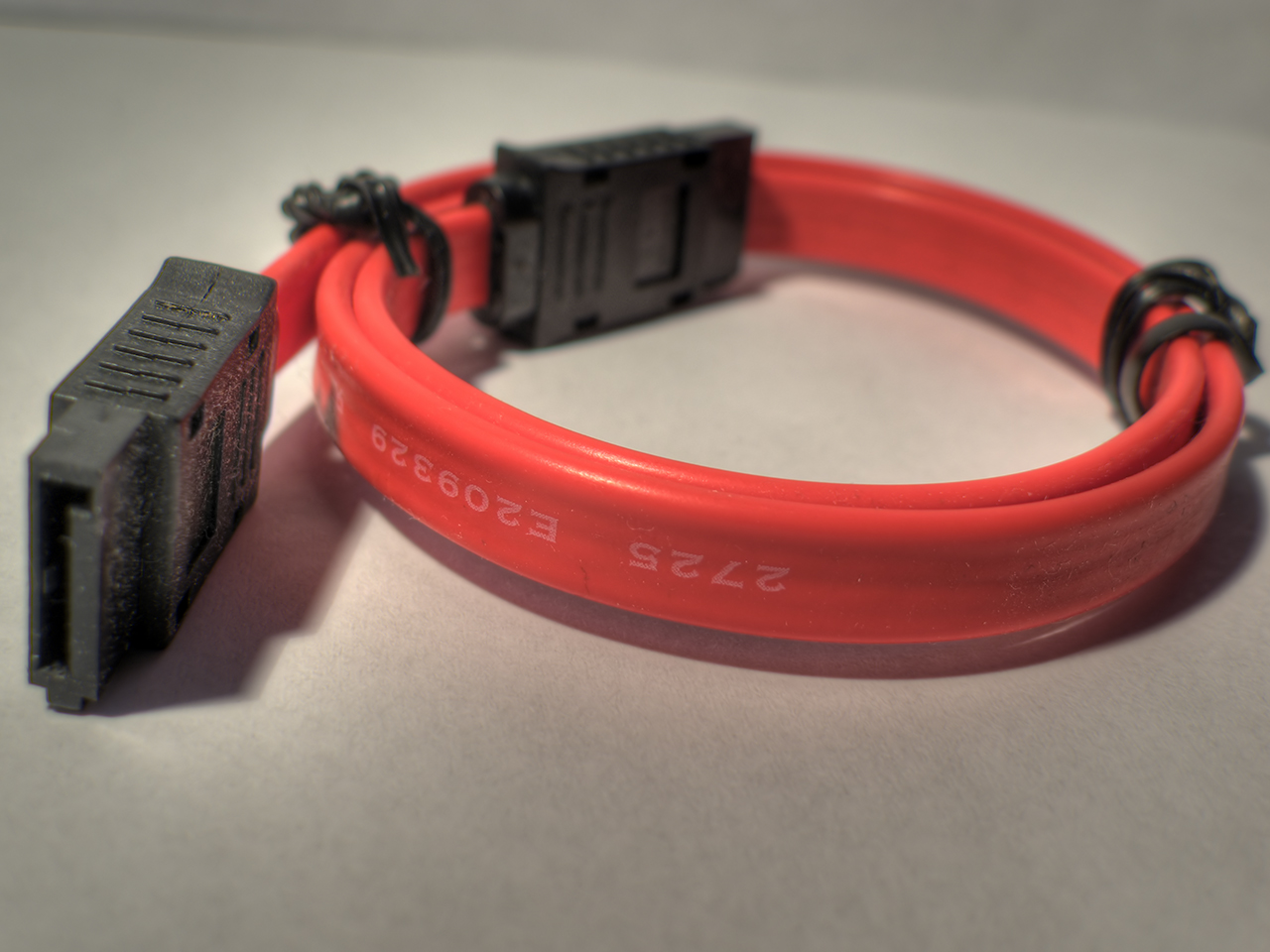
Cable SATA, de baja potencia, utilizado para transmitir información a alta velocidad entre componentes de ordenadores.

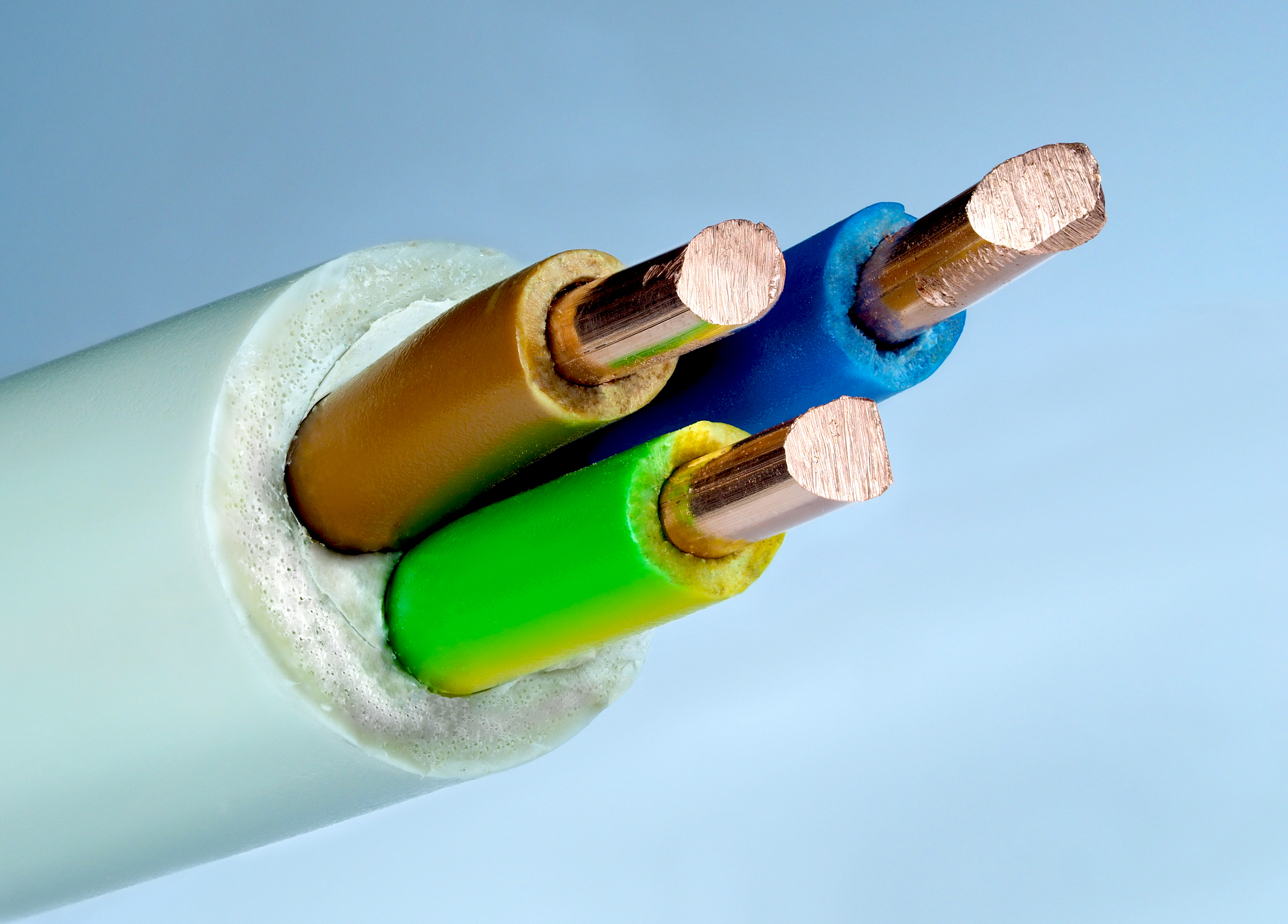
Cable con 3 conductores de 2,5 mm² (sección transversal) para electrificación doméstica. Cumple con los colores estándar según la CEI.

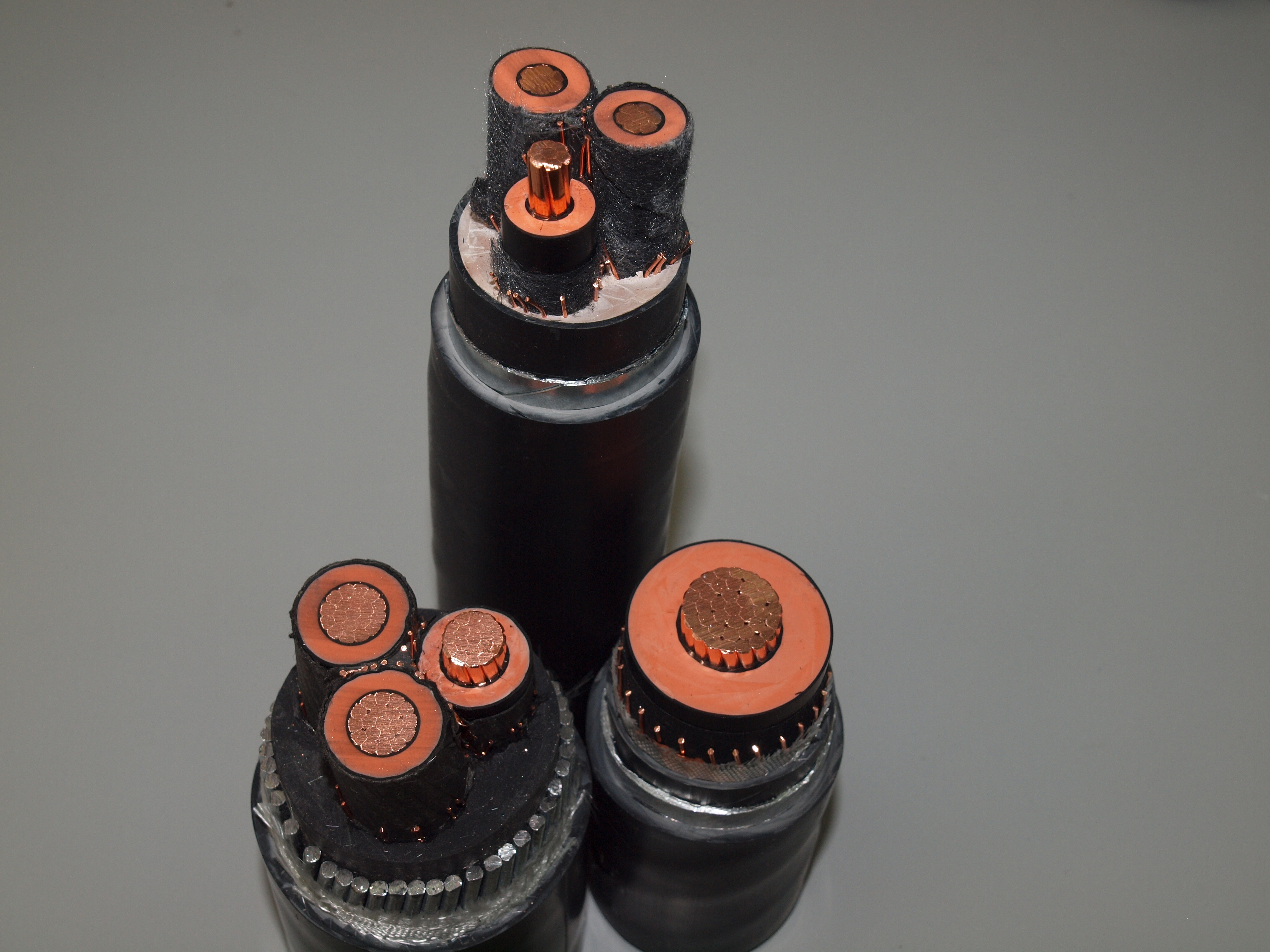
Cables de alta tensión de uso rudo con conductores de cobre y reforzamiento de acero.

Los cables que se usan para conducir electricidad se fabrican generalmente de cobre, debido a la excelente conductividad de este material, o de aluminio que aunque posee menor conductividad es más ligero para la misma capacidad y típicamente más económico que el cobre.
Generalmente cuenta con aislamiento en el orden de 500 µm hasta los 5 cm; dicho aislamiento es plástico, su tipo y grosor dependerá del nivel de tensión de trabajo, la corriente nominal, de la temperatura ambiente y de la temperatura de servicio del conductor.
Un cable eléctrico se compone de:
- Conductor: elemento que conduce la corriente eléctrica y puede ser de diversos materiales metálicos. Puede estar formado por uno o varios filamentos.
- Aislamiento: recubrimiento que envuelve al conductor, para evitar la circulación de corriente eléctrica fuera del mismo.
- Capa de relleno: material aislante que envuelve a los conductores para mantener la sección circular del conjunto.
- Cubierta: está hecha de materiales que protejan mecánicamente al cable. Tiene como función proteger el aislamiento de los conductores de la acción de la temperatura, sol, lluvia, etc.

### Componentes
- Conductores (cobre, aluminio u otro metal).
- Apantallado o blindaje (se utiliza en conductores de radiofrecuencia, puede ser una malla o un tubo, liso o corrugado)
- Aislamientos (materiales plásticos, elastoméricos, papel impregnado en aceite viscoso o fluido).
- Protecciones (armaduras y cubiertas externas adicionales al aislamiento para aumentar la resistencia a ciertas condiciones críticas de operación).

### Número de conductores
- Unipolar: un solo conductor.[1]
- Bipolar: dos conductores.
- Tripolar: tres conductores. Los colores están normalizados de la siguiente manera: El cable monofase  es de color marrón o negro, el neutro es azul y el tercer conductor, la tierra es verde y amarillo, en bandas. CENELEC HD 361 es la norma ratificada publicada por CENELEC, que se refiere al tipo de marcado de cables y alambres, cuyo objetivo es armonizar los cables.
- Tetrapolar: 4 conductores. Son dos fases (marrón y negro), un neutro (azul) y tierra (verde y amarillo).
- Pentapolar: 5 conductores. Estos cables se componen de 3 fases (gris o celeste, marrón y negro), un neutro (azul) y tierra (verde y amarillo).

Hay cables específicos para ferrocarriles que emplean 19,  27 o 48 conductores.

### Materiales empleados
- Cobre
- Aluminio
- Constantán,[9] una aleación de cobre
- Almelec,[10] una aleación de aluminio

### Flexibilidad del conductor
- Conductor rígido
- Conductor flexible

### Aislamiento del conductor
- Aislamiento termoplástico:

- PVC - (policloruro de vinilo)
- PE - (polietileno)
- PCP - (policloropreno), neopreno o plástico

- Aislamiento termoestable:

- XLPE - (polietileno reticulado)
- EPR - (etileno-propileno)
- MICC - Cable cobre-revestido Mineral-aislado
- PTFE - Resistencia al ataque químico

### Materiales aislantes para cables de alta tensión
- Cables en papel impregnado:

- Papel impregnado con mezcla no migrante
- Papel impregnado con aceite fluido

- Cables con aislamientos poliméricos extrusionados:

- Polietileno de cadenas cruzada (XLPE)
- Goma etileno propileno (EPR), versión endurecidad (HEPR)
- Polietileno termoplástico de alta densidad (HDPE)

## Cables de comunicación eléctrica (conductores eléctricos)

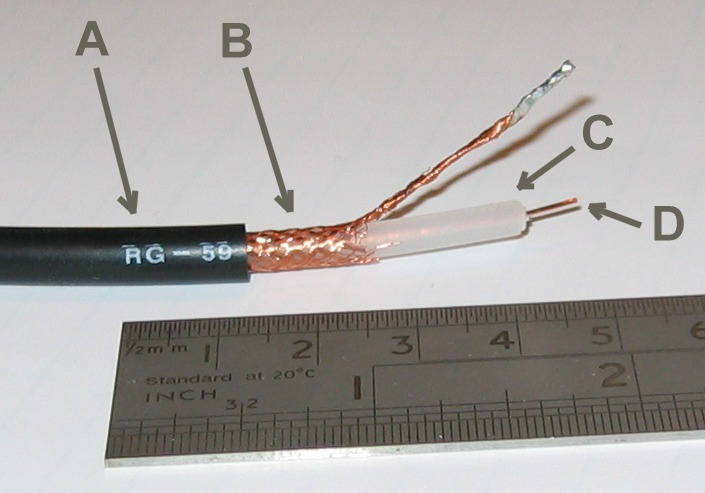
Un cable coaxial RG-59.

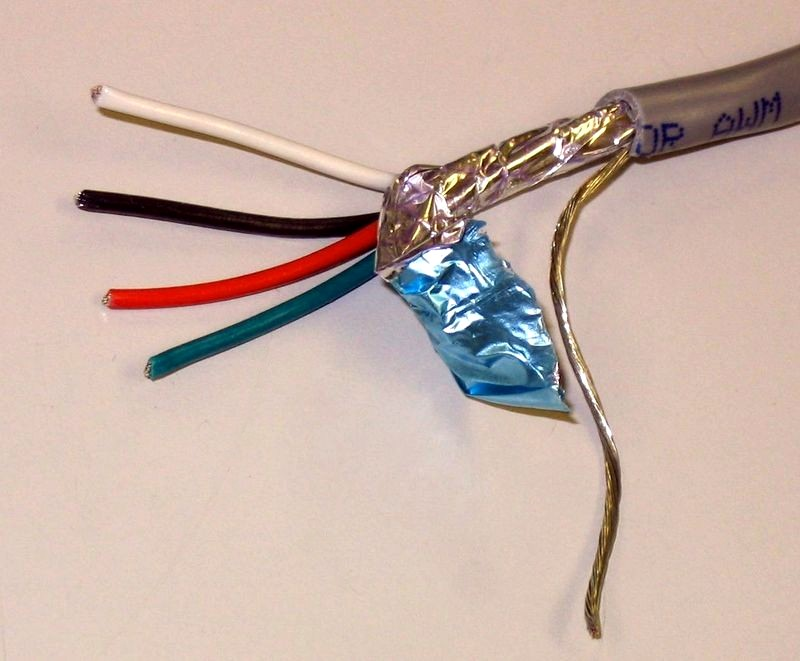
Cable apantallado de 4 conductores con pantalla metálica y alambre de drenaje.

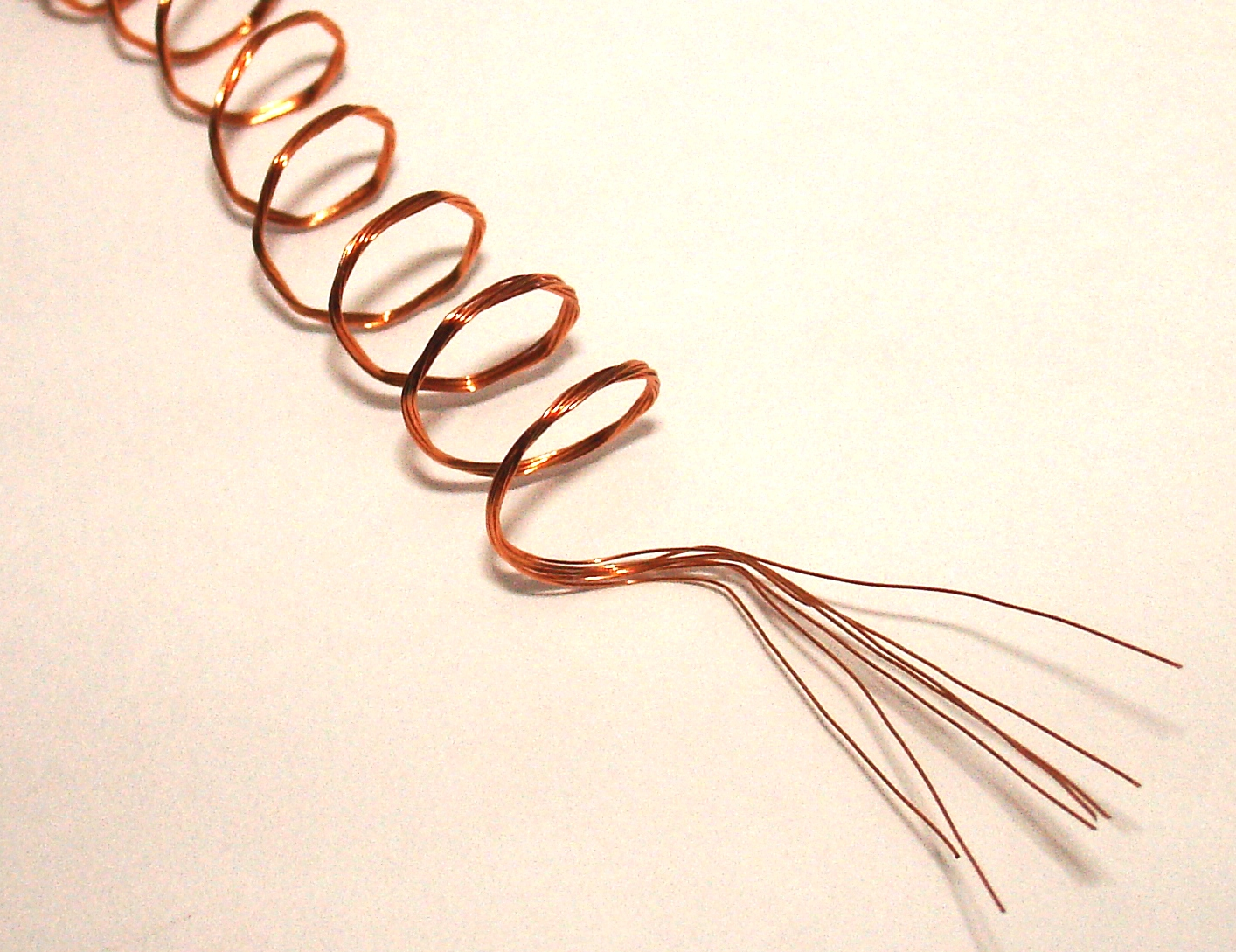
Hilo de Litz (8 hebras) utilizado en electrónica.

- Cable de pares

- Cable coaxial

- Cable apantallado
- Cable de par trenzado
- Cable de cuadretes

- Hilo de Litz

## Conductores ópticos

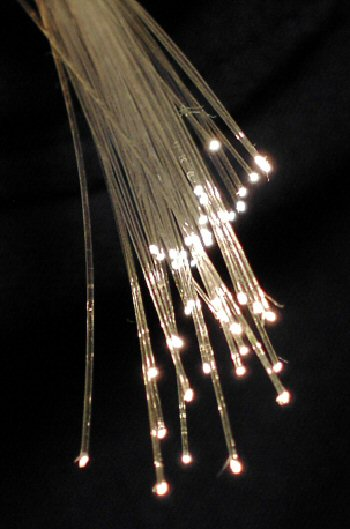
UN haz de fibras ópticas.

Conductores de luz (inglés: coil): en este caso, el recubrimiento, si bien protege el conductor propiamente dicho, también evita la dispersión de la luz y con ello la pérdida de señal. Por ello se utiliza para enviar información a largas distancias de forma rápida y muy alta calidad.
Los cables de fibra óptica están generalmente construidos en torno a una serie de tubos holgados que son tubos de polietileno que albergan las fibras.  Las fibras y los tubos disponen de colores diferentes que identifican cada fibra respecto al resto de fibras. 
Dependiendo de su construcción se distingue entre latiguillos o cables. Los latiguillos disponen uno o dos cables.  Los cables disponen 8, 16,  32, 64, 96,  128 o  256 fibras.
Dependiendo del montaje  de capas,  se distingue entre cable normal y cable armado.  El cable armado incorpora cubiertas de acero que proporcionan protección contra roedores.  Se trata de un fleje de acero corrugado solapado que recubre enteramente los tubos  de fibra. 
En función del montaje se distinguen cubiertas especiales como la cubierta antibalas,  un tipo de cubierta empleada en zonas de caza. Otro tipo de cubiertas como la submarina, protege el cable de la sal del mar. 
Los cables se unen en empalmes, que se realizan con unas cajas de empalme especiales llamadas torpedos que son estancas al ser la fibra óptica muy sensible a la humedad.

## Conductores de fuerza mecánica

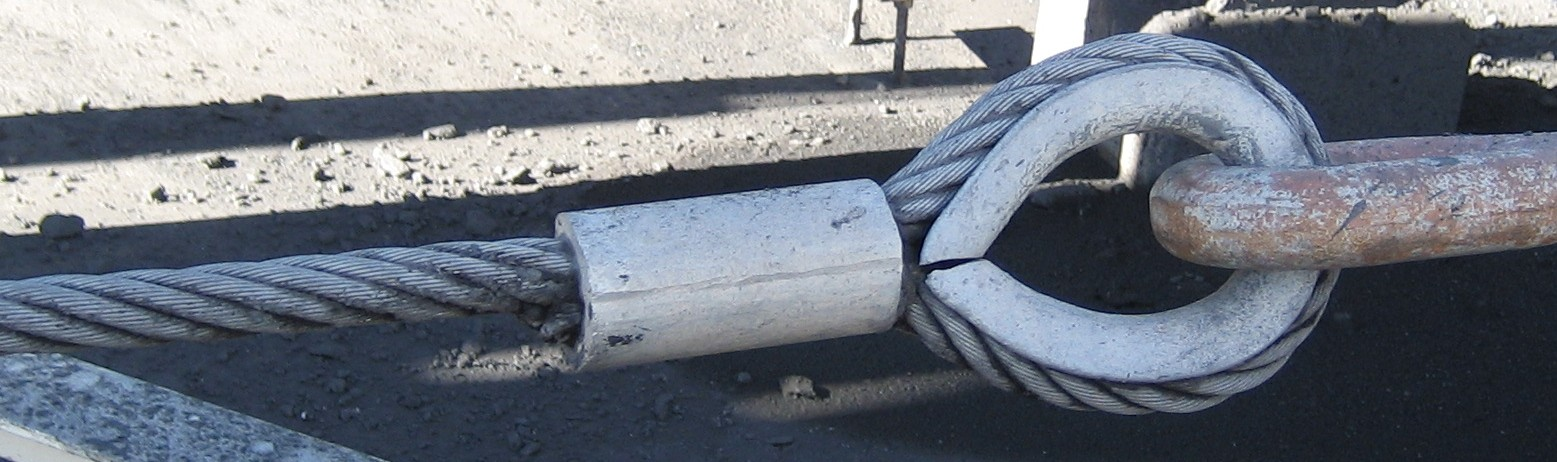
Un cable de acero terminado con guardacabo y casquillo.

Empleados para la transmisión mecánica de movimiento, o de cargas entre otros elementos mecánicos, como palancas, ruedas, y poleas; realizan su trabajo en tracción o rotación. Por su durabilidad, utilidad y capacidad de transporte de potencia, los cables de fuerza son los conductores flexibles preferidos para instalaciones industriales, redes urbanas, edificios y equipos móviles.